# 대원전선
대원전선 주식회사는 충청남도 예산군에 본사를 둔 전선 제조업체이다.

## 논란
- 사외이사가 윤석열 대통령과 서울대 법대 동문이란 이유로 테마주로 분류되어 주가가 보름 사이 133%나 급등했다.[2]
- 대북송전주로 분류되어 북한과 정치상황에 따라 주가가 급등하기도 하였다.[3]

## 사업장 현황
- 본사: 충청남도 예산군 고덕면 호음덕령길 92
- 서울사무소: 서울특별시 중구 퇴계로 307 광희빌딩 9층

## 같이 보기
- 갑도물산
- 대명전선
- 가온전선
- 구리